# Toyotamaphimeia
Toyotamaphimeia es un género extinto de crocodiliano tomistomino del que solo se conoce una especie, T. machikanensis, cuyos fósiles se han encontrado en estratos del Pleistoceno, hace 400.000 años, en Japón. Estaba emparentado cercanamente con el actual falso gavial, siendo descrito originalmente como un miembro extinto del mismo género que el falso gavial, Tomistoma. T. machikanensis era un crocodiliano de tamaño considerable, con un cráneo de 1 metro y una longitud total en torno a los 8 metros.